# Berna (azienda)
Berna (con sede a Olten) era un produttore svizzero di autocarri, autobus e filobus.

## Storia
L'azienda, fondata nel 1904 da Josef Wyss a Olten (dopo un fallito tentativo a Berna, da cui mantenne il nome) produceva autocarri sia per trasportatori privati che pubblici, come anche per corpi pompieri e impieghi militari.

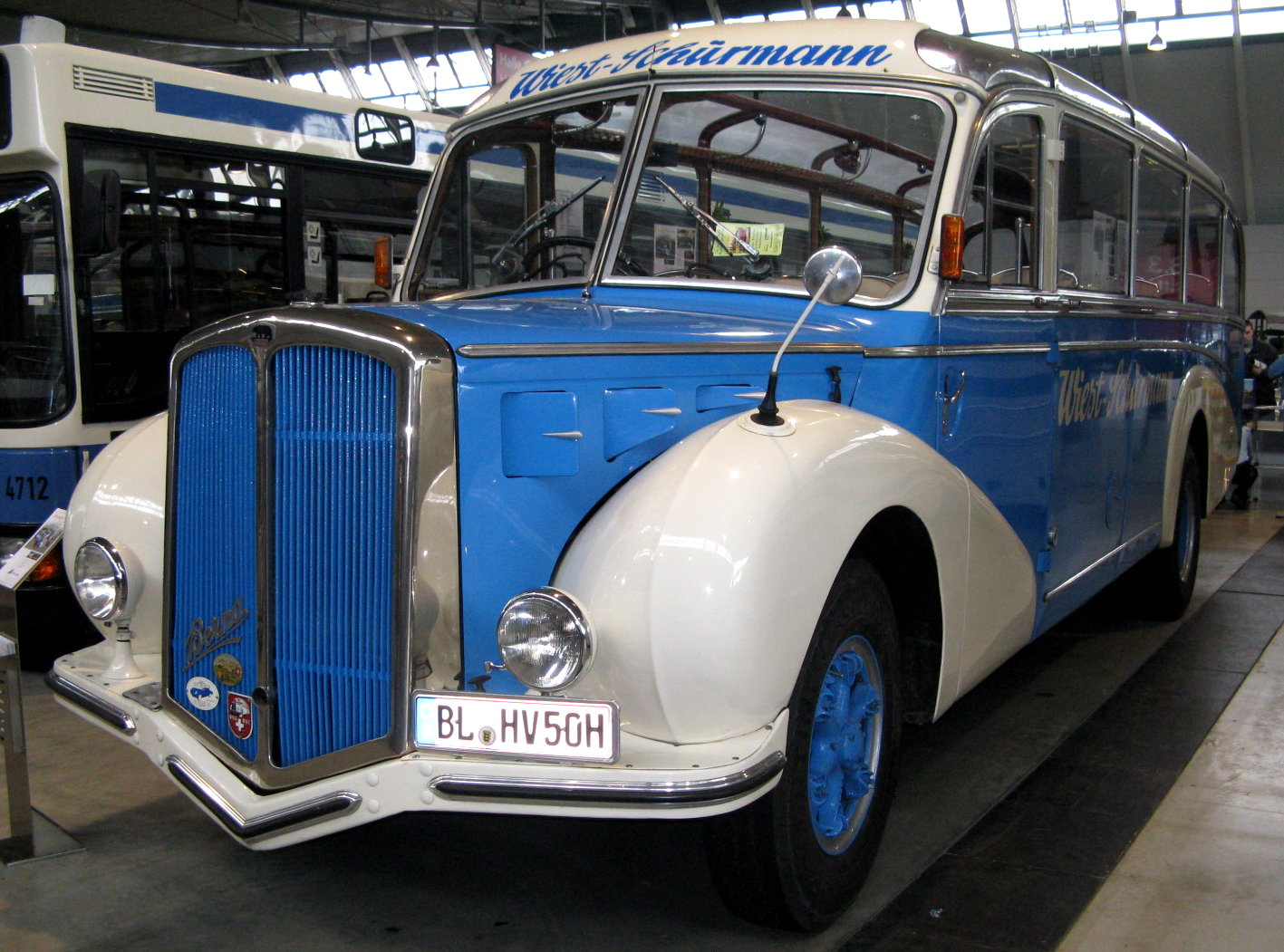
Autobus Berna degli anni 50

Nel 1929 la maggioranza delle azioni venne acquistata dalla concorrente Saurer di Arbon ma la società continuò ad essere presente sul mercato come marca autonoma pur sfruttando sinergie con Saurer sia nella progettazione che nella produzione di componenti.
Quando a fine anni sessanta il mercato svizzero degli autocarri viene aperto anche alla concorrenza estera la piccola ditta si trovò rapidamente in difficoltà di fronte ai maggiori produttori europei. Nel 1978 terminò quindi la produzione di autocarri.
All'apertura del mercato Berna, che aveva subito preso coscienza dell'impossibilità di sopravvivere quale produttore di autocarri si riorientò nel campo del trattamento delle superfici metalliche.
Nel 2003 Saurer, che aveva mantenuto fino ad allora le azioni di Berna stornò l'investimento e le attività continuarono con altre nuove denominazioni.